# Ligier JS41
Ligier JS41 – samochód Formuły 1, zaprojektowany przez Franka Derniego dla francuskiego zespołu Ligier i uczestniczący w niej w sezonie 1995. Kierowcami byli Aguri Suzuki, Martin Brundle i Olivier Panis, a kierowcą testowym Franck Lagorce. Głównymi sponsorami pozostawali Elf i Gitanes.
Samochód jeszcze przed rozpoczęciem sezonu wywołał kontrowersje, gdyż był podobny do Benettona B195. Właściciel zespołu, Tom Walkinshaw, który pracował również dla Benettona, usprawiedliwiał się, mówiąc, że podobieństwo jest tylko pozorne i JS41 różni się od B195, zwłaszcza pod względem mechaniki i aerodynamiki.
Po sezonie firma Bridgestone zakupiła model, by testować swoje opony z powodu wejścia do Formuły 1 w sezonie 1997.

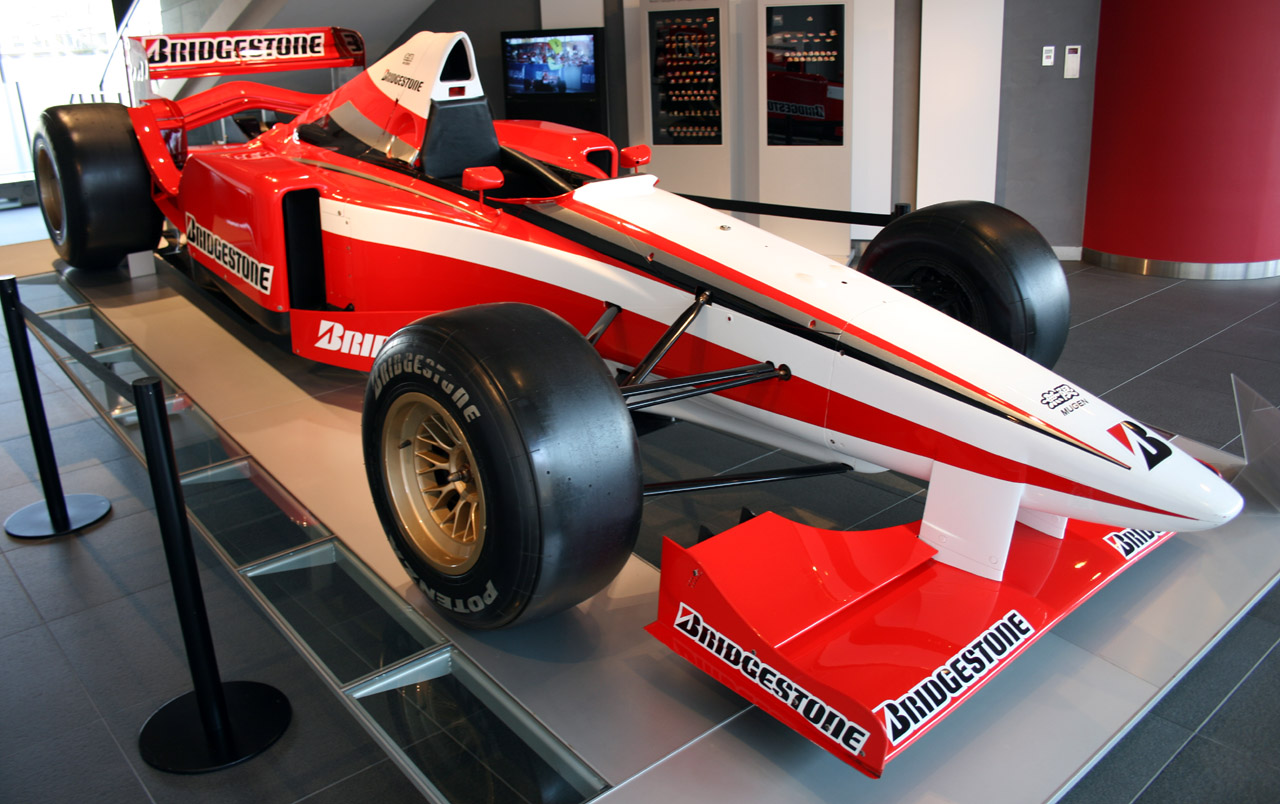
Model JS41 zakupiony przez Bridgestone

## Wyniki
| Legenda oznaczeń w tabelach wyników Wyświetl szablon na nowej stronie | Legenda oznaczeń w tabelach wyników Wyświetl szablon na nowej stronie                                                                     |
| Oznaczenie                                                            | Wyjaśnienie |
| --------------------------------------------------------------------- | --- |
| Złoty                                                                 | Zwycięzca lub mistrzostwo |
| Srebrny                                                               | 2. miejsce lub wicemistrzostwo |
| Brązowy                                                               | 3. miejsce lub II wicemistrzostwo |
| Zielony                                                               | Ukończył, punktował (w klasyfikacji generalnej, gdy zdobył co najmniej jeden punkt na przestrzeni sezonu, poza trzema powyższymi opcjami) |
| Niebieski                                                             | Ukończył, nie punktował (w klasyfikacji generalnej, gdy nie zdobył co najmniej jednego punktu na przestrzeni sezonu)                      |
| Czerwony                                                              | Nie zakwalifikował się (NZ) |
| Czerwony                                                              | Nie prekwalifikował się (NPK) |
| Różowy                                                                | Nie ukończył (NU) |
| Różowy                                                                | Niesklasyfikowany (NS) (w klasyfikacji generalnej, gdy nie został sklasyfikowany w żadnym wyścigu sezonu)                                 |
| Czarny                                                                | Zdyskwalifikowany (DK) |
| Czarny                                                                | Wykluczony (WYK/EX) |
| Biały                                                                 | Nie wystartował (NW) |
| Biały                                                                 | Kontuzjowany (K/INJ) |
| Biały                                                                 | Wyścig odwołany (OD/C) |
| Bez koloru                                                            | Został wycofany (WYC/WD) |
| Bez koloru                                                            | Nie przybył (NP/DNA) |
| Bez koloru                                                            | Nie brał udziału w treningach (NT/DNP) |
| Bez koloru                                                            | Nie został zgłoszony (–) |
| Pogrubienie                                                           | Start z pole position |
| Kursywa                                                               | Najszybsze okrążenie wyścigu |
| †                                                                     | Nie ukończył, ale jego rezultat został zaliczony ze względu na przejechanie więcej niż 90% dystansu wyścigu.                              |
| *                                                                     | Sezon w trakcie |
| 1/2/3                                                                 | Punktowana pozycja w sprincie kwalifikacyjnym                                                                                             |
| Lista systemów punktacji Formuły 1                                    | |

| Sezon | Konstruktor | Silnik | Opony | Kierowcy       | Wyniki w poszczególnych eliminacjach | Wyniki w poszczególnych eliminacjach | Wyniki w poszczególnych eliminacjach | Wyniki w poszczególnych eliminacjach | Wyniki w poszczególnych eliminacjach | Wyniki w poszczególnych eliminacjach | Wyniki w poszczególnych eliminacjach | Wyniki w poszczególnych eliminacjach | Wyniki w poszczególnych eliminacjach | Wyniki w poszczególnych eliminacjach | Wyniki w poszczególnych eliminacjach | Wyniki w poszczególnych eliminacjach | Wyniki w poszczególnych eliminacjach | Wyniki w poszczególnych eliminacjach | Wyniki w poszczególnych eliminacjach | Wyniki w poszczególnych eliminacjach | Wyniki w poszczególnych eliminacjach | Wyniki kierowców | Wyniki kierowców | Wyniki konstruktora | Wyniki konstruktora |
| Sezon | Konstruktor | Silnik | Opony | Kierowcy       | BRA                                  | ARG                                  | SMR                                  | ESP                                  | MCO                                  | CND                                  | FRA                                  | GBR                                  | DEU                                  | HUN                                  | BEL                                  | ITA                                  | POR                                  | EUR                                  | PAC                                  | JPN                                  | AUS                                  | Punkty           | Pozycja          | Punkty              | Pozycja             |
| ----- | ----------- | ------ | ----- | -------------- | ------------------------------------ | ------------------------------------ | ------------------------------------ | ------------------------------------ | ------------------------------------ | ------------------------------------ | ------------------------------------ | ------------------------------------ | ------------------------------------ | ------------------------------------ | ------------------------------------ | ------------------------------------ | ------------------------------------ | ------------------------------------ | ------------------------------------ | ------------------------------------ | ------------------------------------ | ---------------- | ---------------- | ------------------- | ------------------- |
| 1995  | Ligier      | Mugen  | G     | Aguri Suzuki   | 8                                    | NU                                   | 11                                   |                                      |                                      |                                      |                                      |                                      | 6                                    |                                      |                                      |                                      |                                      |                                      | NU                                   | NW                                   |                                      | 1                | 17               | 24                  | 5                   |
| 1995  | Ligier      | Mugen  | G     | Martin Brundle |                                      |                                      |                                      | 9                                    | NU                                   | 10                                   | 4                                    | NU                                   |                                      | NU                                   | 3                                    | NU                                   | 8                                    | 7                                    |                                      |                                      | NU                                   | 7                | 13               | 24                  | 5                   |
| 1995  | Ligier      | Mugen  | G     | Olivier Panis  | NU                                   | 7                                    | 9                                    | 6                                    | NU                                   | 4                                    | 8                                    | 4                                    | NU                                   | 6                                    | 9                                    | NU                                   | NU                                   | NU                                   | 8                                    | 5                                    | 2                                    | 16               | 8                | 24                  | 5                   |